# البوق (الباسك)

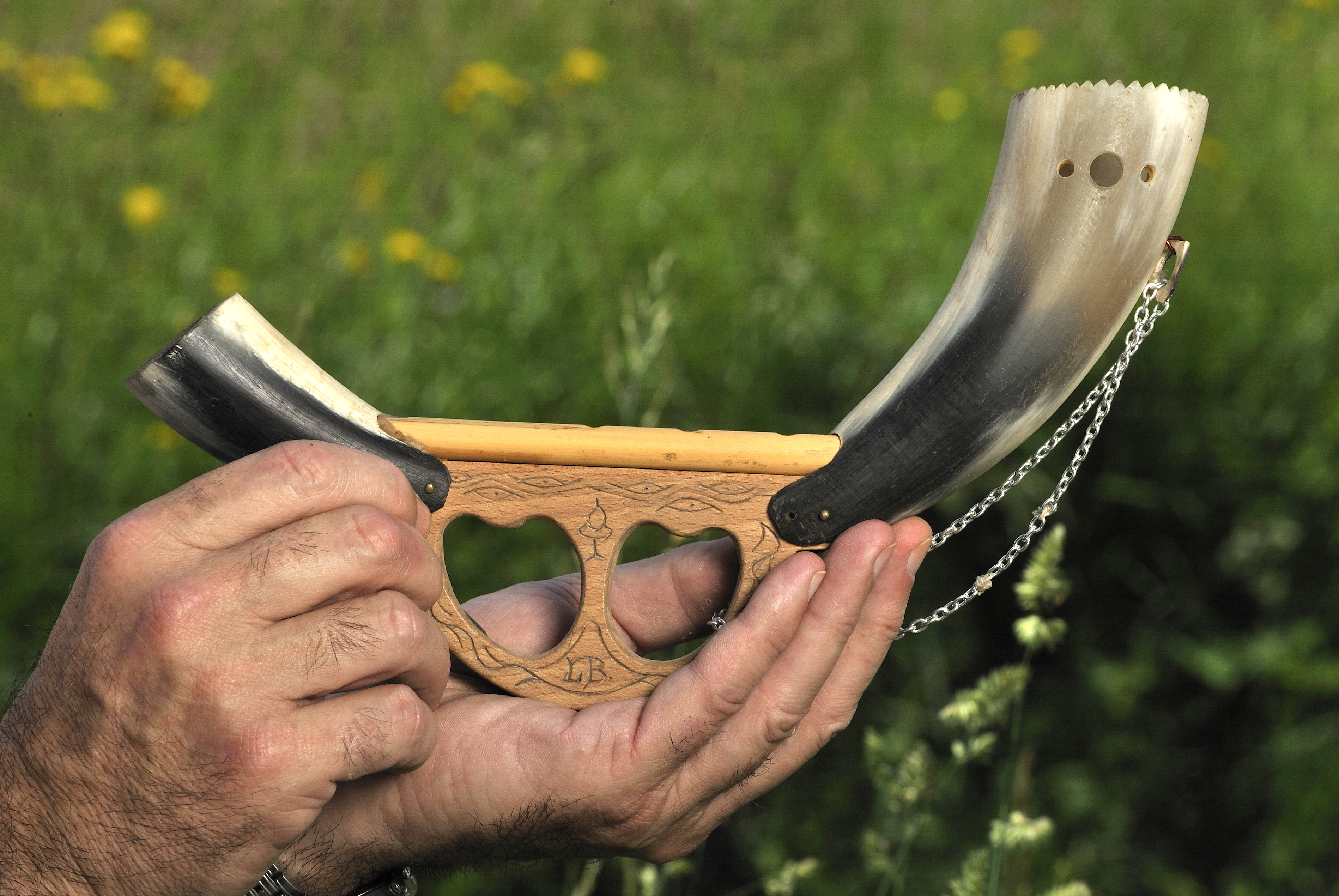

البوق alboka الباسكية ( (بالإسبانية: albogue)‏ ) هي آلة نفخ خشبية مكونة من قصبة واحدة وأنبوبين تطلق النغمات والاصوات بقطر صغير مع فتحات ترتفع عنها وتنخفض الأصابع وجرس مصنوع تقليديًا من قرون الحيوانات. بالإضافة إلى ذلك، يتم وضع غطاء من القصب من قرن الحيوان حول القصب لاحتواء التنفس والسماح بالتنفس الدائري للعزف المستمر. في لغة الباسك ، يُطلق على عازف البوكا اسم albokari . عادة ما يتم استخدام البوكا لمرافقة لضارب الدف.